# Dr Phibes powraca
Dr Phibes powraca (ang. Dr. Phibes Rises Again) − brytyjski horror z elementami czarnej komedii z 1972 roku w reżyserii Roberta Fuesta. Sequel Odrażającego dr Phibesa (1971). W filmie w rolach głównych wystąpili Vincent Price, Robert Quarry, Peter Jeffrey i Peter Cushing. Zdjęcia kręcono w hrabstwie Hertfordshire oraz na Ibizie.

## Fabuła
Fabuła skupia się na losach tytułowego bohatera, szalonego doktora, który zmartwychwstaje w trzy lata po swojej śmierci i wyrusza do Egiptu, gdzie chce przywrócić życie ukochanej małżonce. By tego dokonać, musi zabić grupę archeologów. Film, korzystający z estetyki kampu, uchodzi za dzieło kultowe.

## Obsada
- Vincent Price − dr Anton Phibes
- Robert Quarry − Darrus Biederbeck
- Valli Kemp − Vulnavia
- Peter Jeffrey − inspektor Trout
- Fiona Lewis − Diana Trowbridge
- Hugh Griffith − Harry Ambrose
- Peter Cushing − kapitan
- Beryl Reid − panna Ambrose
- Terry-Thomas − Lombardo
- Caroline Munro − Victoria Regina Phibes (nieuwzględniona w czołówce)
- Gary Owens − narrator (rola głosowa; poza czołówką)

## Nagrody i wyróżnienia
- 1971, Sitges − Catalonian International Film Festival:
  - nagroda Medalla Sitges en Oro de Ley w kategorii najlepszy reżyser (wyróżniony: Robert Fuest)[2]